# ヤーコブ・デ・ヘイン3世の肖像
『ヤーコブ・デ・ヘイン3世の肖像』（ヤーコブ・デ・ヘイン3せいのしょうぞう、蘭: Portret van Jacques de Gheyn III, 英: Portrait of Jacob de Gheyn III）は、オランダ黄金時代の巨匠レンブラント・ファン・レインが1632年に制作した肖像画である。油彩。モデルは版画家として知られるヤーコブ・デ・ヘイン3世である。高さ29.9センチ、横幅24.9というわずかなサイズはレンブラントのほとんどの作品よりも小さい。過去に何度も盗難に遭っているがその一因は肖像画の大きさにある。現在はダリッジのダリッジ・ピクチャー・ギャラリーに所蔵されている。

## 人物
ヤーコブ・デ・ヘインは芸術家の家系に生まれた。彼の祖父はステンドグラス画家・細密画家であり、彼と同じ名前の父ヤーコブ・デ・ヘイン2世は版画家であった。デ・ヘインは1614年までにデン・ハーグで版画家として働き、素描や少数の絵画も制作した。デン・ハーグ評議会の書記官であったマウリッツ・ホイヘンス（Maurits Huygens）とは友人であった。1618年、彼はホイヘンスの弟の詩人・作曲家コンスタンティン・ホイヘンスととともにロンドンを旅行し、1620年に祖父とスウェーデンを旅行している。また彼はレンブラントと懇意の間柄であり、レンブラントの絵画をいくつか所有していた。1632年にホイヘンスとともにレンブラントに肖像画を依頼した後、1634年にユトレヒトに定住した。デ・ヘインはマリア教会の聖堂参事会会員となり、1641年にユトレヒトで死去した。

## 作品
| 左が『マウリッツ・ホイヘンスの肖像』。ハンブルク美術館所蔵。両作品はまるで対作品であるかのように、おたがいに補完し合うように描かれている。 |  | 左が『マウリッツ・ホイヘンスの肖像』。ハンブルク美術館所蔵。両作品はまるで対作品であるかのように、おたがいに補完し合うように描かれている。 |
| 左が『マウリッツ・ホイヘンスの肖像』。ハンブルク美術館所蔵。両作品はまるで対作品であるかのように、おたがいに補完し合うように描かれている。 |  | |

注文に関する文書は残されていないが、ヤーコブ・デ・ヘインは友人のマウリッツ・ホイヘンスとともに、2人の肖像画を制作するよう依頼したようである。両作品の裏面の碑文が証言しているように、両者は先に死んだ方が所有している肖像画をもう一方に遺贈することに同意していた。どちらの肖像画もほぼ同じ大きさである（ホイヘンスの肖像画のほうがわずかに大きい）。レンブラントがこのような小さな画面で肖像画を描くのは異例のことだが、そのサイズは注文主の友好的な関係を表すことに適していた。
2点の肖像画は厳密には対作品ではないとはいえ、レンブラントは同じ形式で制作しており、画面のサイズと構図はおたがいに補完し合うように描かれている。すなわちデ・ヘインの肖像画が向かい合って右側の位置を占め、左を向いているのに対し、ホイヘンスの肖像画は左側の位置を占め、右を向いて描かれている。
レンブラントはシンプルで直接的かつ正面的な構図に光と質感の表現を与えることで命を吹き込んでいる。レンブラントはデ・ヘインに強い光を当てているが、その光はデ・ヘインの左頬の細部を失わせるほどである。しかしそれによって薄暗い背景からデ・ヘインの姿を浮かび上がらせており、その様子はまるでデ・ヘインの周囲を彼の生命力の輝きが取り囲んでいるかのようである。デ・ヘインの顔は様々な筆遣いで柔らかく形作られており、灰色と茶色を繊細に混ぜ合わせて口ひげを塗っているのとは対照的に、強い光に照らされた頬をクリーム色とピンクで比較的大胆に塗っている。さらに塗装面にエッチングすることで右眼の周りのしわを表現している。
年輪年代学の研究により、レンブラントも同じ年に現在ハンブルク美術館に所蔵されている『マウリッツ・ホイヘンスの肖像』と同じ木材で板絵の『自画像』を制作したことが判明している。

## 来歴
完成した2点の肖像画はそれぞれの邸宅で別々に飾られた。1641年に先に死去したのはデ・ヘインであり、彼の所有する肖像画は死後ホイヘンスに遺贈された。しかしホイヘンスもそれから1年も経たない翌1642年に死去し、弟のコンスタンティンは深く悲嘆に暮れたため長い間執筆をやめてしまった。ちなみにコンスタンティンは詩の中で肖像画がデ・ヘインとほとんど似ていないと批判している。
その後、ホイヘンス家が肖像画を手放した時期についてはよく分かっていない。マウリッツ・ホイヘンスの死から100年以上経た1764年には、肖像画はユトレヒトの美術収集家アラード・ルドルフ・ファン・ワイ（Allard Rudolph van Waay）のコレクションに含まれており、ホイヘンス家に由来する作品として売却されている。その後の来歴も不透明であるが、確かなことはパリの宝石商アンジュ・ジョゼフ・オベール（Ange-Joseph Aubert）のコレクションとなっていた肖像画は、所有者の死後の1786年の競売で売却されたことである。このときモナコ大公が肖像画を購入したという記録が残されているが、早くもその数か月後にはフランス出身の美術商・美術収集家ノエル・デゼンファンによって売却されている。デゼンファンは共同経営者の風景画家フランシス・ブルジョワとともに、ダリッジ・ピクチャー・ギャラリーの基礎を築いた人物である。その後、肖像画はライデン男爵ピーテル・コルネリス（Pieter Cornelis baron van Leyden）の手に渡ったようである。デゼンファンは自身のコレクションを販売する習慣があり、一部の研究者は1786年に肖像画を売却して、1804年にピーテル・コルネリスのコレクションが売却された際に買い戻したと考えている。ただしレンブラント研究プロジェクトは1786年に売却された作品は『マウリッツ・ホイヘンスの肖像』だけであり、本作品はデゼンファンの手元に残されたとしている。いずれにせよ、1807年の時点で本作品はデゼンファンのコレクションに含まれており、1811年にデゼンファンが死去すると、他のコレクションとともにフランシス・ブルジョワに遺贈された。同年、フランシス・ブルジョワはデゼンファンのコレクションをダリッジ・カレッジに寄贈し、ダリッジ・ピクチャー・ギャラリーの創設とともに同美術館に収蔵された。

## 盗難
本作品は1966年以来、どの絵画作品よりも多い4度もの盗難に遭遇しているため、「お持ち帰りのできるレンブラント」（takeaway Rembrandt）というニックネームで呼ばれている。
1981年8月14日から1981年9月3日にかけて、肖像画はダリッジ・ピクチャー・ギャラリーから持ち出され、絵画を持ったままタクシーに乗っていた4人の男たちが警察に逮捕された際に回収された。それから約2年弱後、窃盗犯が天窓を壊してそこから美術館に侵入し、バールを使って壁から肖像画を取り外した。警察は3分以内に到着したが窃盗犯を逮捕するには遅すぎた
。肖像画は3年間行方不明だったが、1986年10月8日、ドイツのミュンスターにあるイギリス陸軍駐屯地の鉄道駅の荷物棚で発見された。
他の2回のうち、1回はストリーサムの墓地のベンチの下で、残る1回は自転車の後ろから発見された。肖像画が匿名で返還されるたびに、複数の人が失踪の罪で起訴された。

## ギャラリー
ヤーコブ・デ・ヘインは本作品のほかにもレンブラントの初期の作品『論争する二人の老人』（Twee oude mannen in dispuut）と『火のそばで眠る老人』（Een oude man slapend bij het vuur）を所有していた。

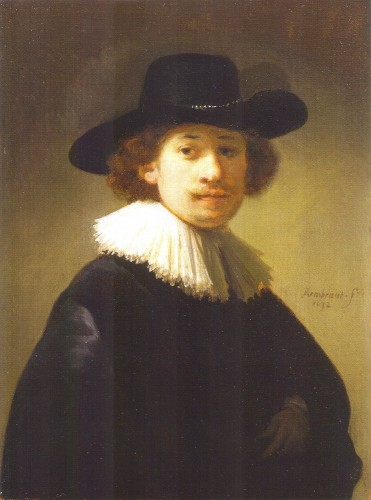
『自画像』1632年 個人蔵（Louis Reijtenbagh）
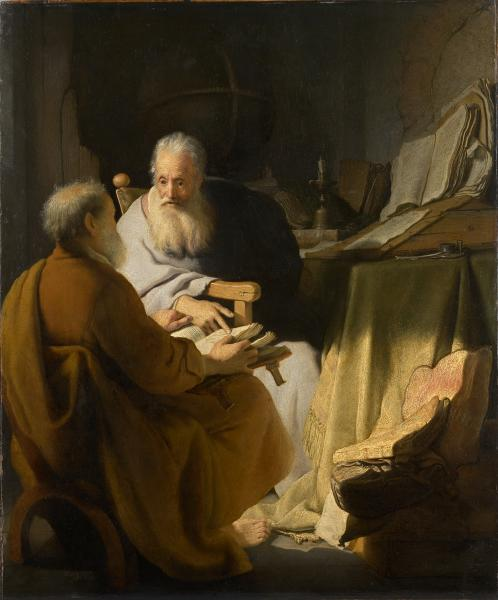
『論争する二人の老人』1628年　ヴィクトリア国立美術館所蔵
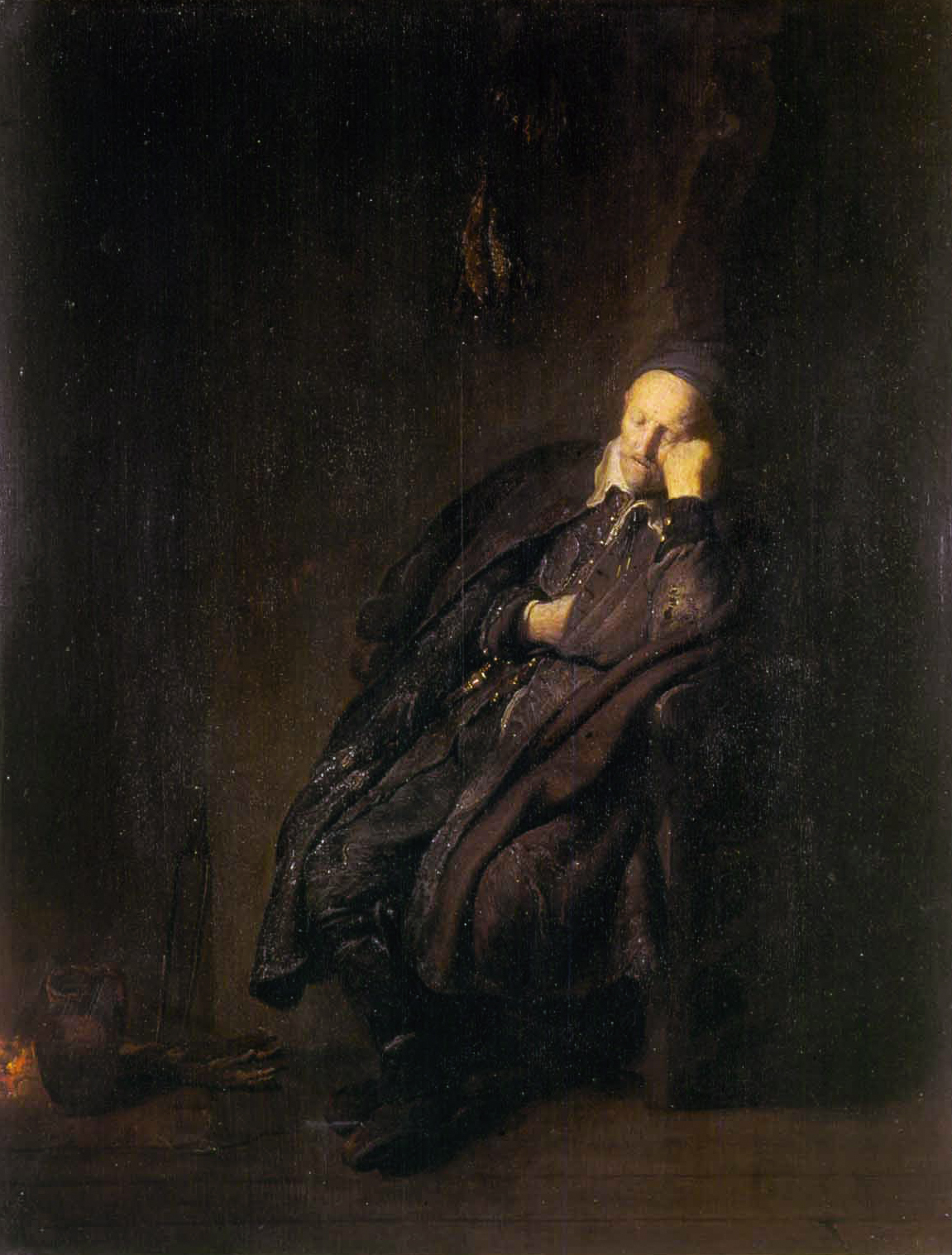
『火のそばで眠る老人』1629年　サバウダ美術館所蔵